# Tinder
Tinder（ティンダー）は、位置情報を使った出会い系サービスを提供するアプリケーションソフトウェアである。
いわゆる「マッチングアプリ」で、相互に関心をもったユーザー同士でコミュニケーションをとることを可能にし、マッチしたユーザーの間でチャットできるようにするもの。ただし、Tinder社の広報担当副社長は、「出会い系サービスではなく社会的なつながりを作り出すサービス」であると述べている。
元々は、ハッチ・ラブスの内部で開発され、2012年に公開され、2014年には毎日10億回の操作（「スワイプ (swipe)」と称される）が行なわれるに至った。Tinder はスワイプ操作を用いる最も初期のアプリケーションのひとつであり、ユーザーは、他のユーザーの写真をスワイプ操作によって探し、良い出会いになる可能性があると思えば右方向へ、飛ばして次の写真を見たければ左方向へスワイプする。
英語の「tinder」は、火を熾す際の火口（ほくち）、それに用いる燃えやすい可燃物のことであり、Tinder のロゴでは「i」の上の点が炎の図柄となっている。

## 沿革

### 創始
Tinder を創始したのは、ショーン・ラッド (Sean Rad)、ジョナサン・バディーン (Jonathan Badeen)、ジャスティン・マティーン (Justin Mateen)、ジョー・ムノス (Joe Munoz)、ホイットニー・ウルフ (Whitney Wolfe)、ディネシュ・ムアジャニ (Dinesh Moorjani)、クリス・ギルシンスキ (Chris Gylczynski) 達であった。一部では、創始者をマティーン、ラッド、バディーンの3名のみに絞り込んでいる記述もあるが、その妥当性には異論もある。ラッドとマティーンは、14歳の頃からの知り合いであった。後にふたりは、ともに南カリフォルニア大学に進み、インターネット起業の分野に入った。ラッドによれば、このアプリの開発を後押ししたのは「誰であれ、ほかの誰かに近づこうとするときには、自分がアプローチしたいと思っていることを相手も分かっている 方が気楽だ」という発想であったという。ラッドは、「二重オプトイン (double opt-in)」のシステムが、ストレスの軽減につながるだろうと考えた。ラッドによれば、Tinder は未知の人物と出会う社交のためのソーシャル・サイト間にあったギャップを埋めてサイト間をつなぐものであるという。
Tinder は、当初は多数の大学キャンパスで配布され、さらに他の大学キャンパスへと拡大していった。このアプリは、TechCrunch（テッククランチ）主催の「Crunchie Award for "Best New Startup of 2013"」（クランチー賞2013年最優秀スタートアップ賞）を受賞した。2013年3月、まだこのアプリが一部の地域でしか利用されていなかった段階で、ソーシャルメディア事業の経営者アレクサ・マティーン (Alexa Mateen) は、このアプリを「普通なら会うはずがない人たちと出会う機会」を生み出すものだと評した。2013年5月、ネット上で利用可能なソーシャルメディアの中で、利用頻度や利用者数において上位25件のひとつとなった。当初の Tinder は、スワッピング操作ではなく、緑色の「ハート (heart)」ボタンか、赤色の「oXo」ボタンを選んで、写真を振り分けていくようになっていた。Tinder は、オンラインの出会い系サービスとしては初めて、過去10年間にウェブ上で最も利用されている上位5件のサービスのひとつとなった。

### 2014年 – 2015年
2014年10月の時点で、Tinder は一日あたり10億回以上の操作を処理し、1200万件ほどのマッチングを成立させていた。平均的なユーザーは、一日あたり1時間半をアプリの操作に費やすとされた。当初に採用されていたクリック操作からスワイプ操作へと移行したことで、Tinder は左右のスワイプを使い分けることで、ユーザーがブラウジングして見ているコンテンツを振り分ける「スワイプ・アプリ (swipe app)」の先駆けとなった。スワイプ操作は、今では多数の他社のソフトウェアでも使用されるようになっている。2015年には、それまで、このアプリにはなかった、ユーザーが判断を間違えたと思ったときにいったん捨てたファイルに戻れる「巻き戻し (rewinding)」の機能が、Tinder に追加された。

Tinder と連動したアプリも、他社によっていろいろ開発されており、例えば、ユーザーがスワイプ操作をしなくても、ユーザーの心拍数をもとにスワイプする方向を決めていくアプリなどがある。Tinder の最も重要な連動サイトは Facebook であり、Tinder のユーザーたちは、Tinder のアカウントに紐づけられた Facebook のプロフィールで、本人確認とプロフィールの詳細を得ている。Tinder でのチャットは、お互いに写真を右へスワイプしたユーザー同士の間にしか提供されない。お互いのプロフィールを右にスワイプしたユーザー同士の間は別にして、 個々のユーザーがどのような選択をしたかは、他のユーザーには知られない。しかし、いったんマッチングが成立すると、ユーザーは直ちに「モーメント (Tinder Moments)」（プロフィールとは別の自分の写真）を送ることができ、マッチした相手が写真を気に入るかどうかをみることができる。また、Tinder は、公的人物のプロフィールについて本人確認を行なっており、公人や著名人たちが本人であることを保証している。
2015年10月1日、Tinder は「スーパーライク (Super Like)」という新機能を全世界で導入した。右スワイプで誰かに関心があることを匿名のまま指定するのではなく、スーパーライクによって自分が誰かを明らかにして関心をもっていることを伝えられるようになった。Tinder によれば、スーパーライクを使うことで、ユーザーがマッチする相手を見つける確率は3倍になるという。
2015年11月11日、Tinder は「モーメント」機能を廃止した。

## オペレーション
Tinder は、Facebookを利用することで、既にネット上に存在するユーザーの写真を使ってプロフィールを構築できる。基本的な情報が収集され、各ユーザーのソーシャルグラフが分析される。プロフィールが表示される優先順位は、位置情報や、友達の数、共通の関心事項から決まり、次々と送られていくことになる。潜在的な相手となりそうなユーザーのプロフィールを右スワイプし、逆に飛ばすものを左スワイプすることで、ユーザーは匿名のまま好みを選んでいくことができる。もし、相互に相手を気に入れば「マッチ」が成立し、Tinder を通してチャットができる。Tinder は、およそ 196か国で利用されている。

### 特徴
- スワイプ操作は、Tinder のアプリケーションとしての設計上の中核的な特徴である。Tinder のアルゴリズムがマッチの可能性ありと判断して提供する候補の中から、ユーザーは右スワイプで好みだとして保留するか、左スワイプで他の候補者の探索を続けるかを決める[25]。
- Instagram と連動させると、マッチした相手に Instagram のプロフィールへのアクセスを提供することができる[26]。
- Common Connections（「共通のつながり」の意）の機能によって、マッチした相手との間に、Facebook 上の共通の友達がいる場合（Tinder 上では最も強い第1級のつながりとされる）、ないし、それぞれの友達と友達の間にたまたま友達となっている組み合わせがある場合（Tinder 上では第2級のつながりとされる）にあたるかどうかを判定することができる[26][27]。

### 有料契約者
2015年3月、Tinder は、新たに有料サービス Tinder Plus の開始を公表し、一定の時間内に無料ユーザーが「好き (Like)」として右スワイプできる回数に制限を加えることや、年齢層によって課金額を変えることなどを発表して議論を呼んだ。Tinder Plus の月間利用料は、28歳を超えるユーザーは£14.99/$19.99 USD、28歳までは £3.99/$9.99 USD とされた。この機能が導入されてひと月経った時点で TechCrunch は、消費者の不評にもかかわらず、Tinder の「右スワイプへの制限は実際に機能している」と報じた。

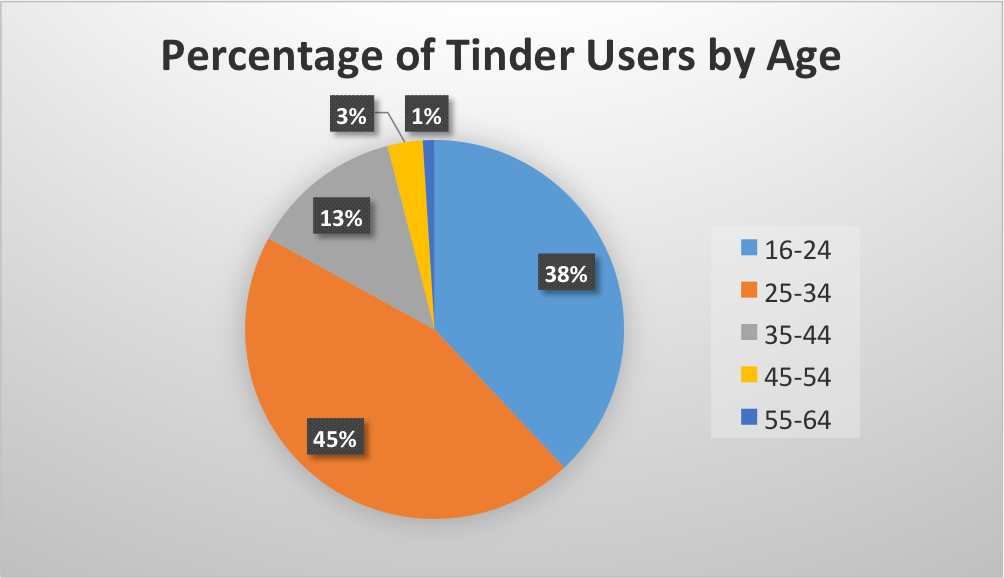
Tinder ユーザーの年齢構成

### ユーザー
Tinder は広く世界中で利用されており、30ほどの言語が使えるようになっている。2014年後半の時点で、毎月5千万人がこのアプリを利用し、平均して毎日1200 万組のマッチが成立していると推定された。この1200 万組のマッチの成立に至るために、すべてのユーザーが行なったスワイプ操作数は1日あたり10億回に達するとされた。Tinder に登録して、利用できる最低の年齢は13歳である。13歳から17歳のユーザーは、同じ年齢層のユーザーとしかマッチできないようになっており、例えば18歳のユーザーは、17歳のユーザーとはマッチできない。2015年4月の時点では、Tinder ユーザーたちは、1日あたり16億回のスワイプを通して2600万組のマッチを成立させていた。2012年のサービス開始以来のマッチの累計は80億組を超えていた
ユーザーの1日の平均利用時間は77分という調査結果もあるとされ、一般的な傾向として、男性ユーザーに比べ女性ユーザーは左スワイプする率がかなり高く、閲覧時間は長いという。マッチングが成立した組み合わせのうち6割がチャットをするが、ほとんどの場合には男性からメッセージを送るという。

### 求められる情報
2015年4月以降、Tinder はユーザーたちに、政治、宗教上の立場や、現在および過去の勤務先を、Facebook を通して表明することを求めている。こうした情報へのアクセスができない場合には、ユーザーはバージョン4.4.3より先の Tinder を利用することはできない。

## 会社概要

### 財務
2014年3月、Tinder の株式の過半をおさえているメディア・インターネット系のコングロマリット、IACが、株式を買い増ししたため、これによって Tinder の時価総額は数十億ドルに押し上げられた。2015年7月、バンク・オブ・アメリカ・メリルリンチは、Tinder の価値を13.5億ドルと評価したが、これはおよそ5千万人とされるユーザーたち、ひとり当たり27ドルに相当するが、これに加えて強気な見方として、類似した事業を行っている他社の株式公開時の売り出し価格の平均を参考にすると30億ドルくらいにはなるという見解もあった。アナリストたちは、Tinder が50万人ほどの有料ユーザーも確保しているものの、ユーザーの大部分は無料ユーザーだと判断した。Tinder サイトのマネタイゼーションは、基本的なアプリを無料にしたままで、追加機能をアプリの中で購入させる方法で行なわれている。2015年1月、Tinder は、「画像と一過性 (images and ephemerality)」を組みこんだメッセンジャー・サービス「Tappy」を開発した Chill を買収した。
Tinder の親会社にあたるIACの事業部門であった Match Group は、2015年11月にNASDAQへ上場し、株式公開後の売り出し価格で29億ドル相当だった時価総額は49億ドルへと増大した。

### 広告
広告代理店バートル・ボーグル・ヘガーティ (BBH) のインターンシップ・プログラム「The Barn」が行なった広告キャンペーンは、ニューヨーク市の子犬救援プロジェクトのプロモーションに、Tinder のプロフィールを利用した。BBHは、Facebook のペットのプロフィールを利用し、それを Tinder のネットワークに上げたのである。このキャンペーンはマスコミにも取り上げられ、オンラインマガジンの『Slate』、月刊誌『Inc.』、オンライン・ニュースサイト『ハフィントン・ポスト (The Huffington Post) などがこれを報じた。2015年4月、Tinder は、初めて導入するスポンサー広告が、バドワイザーが予定していた「Whatever, USA」キャンペーンとなることを発表した。

## 反響

### 評価
『ニューヨーク・タイムズ』紙は、「Tinder が広く利用されているのは、Tinder が優れているというより、それ以前のデート相手を見つける出会い系サイトなどのソフトウェアが、潜在的な相手を選ぶ際に数学的アルゴリズムに依存するモデルであったことに、瑕疵があったのかもしれない」と記した。同紙がインタビューした専門家は、ユーザーは、次々とアプリに送られてくる写真を手掛かりに、相手の社会的地位、信頼性、個人的関心事などを読み取っていると述べた。
『Marie Claire』は、このアプリが「移動中に利用しやすい (easy to use on the run)」し、「中毒性がある (addictive)」が、「集中するのは難しく、Tinder のゲームのような感覚は、遊び続けるのも、昨日メッセージを送ったお熱い相手のことを忘れるのも、本当に簡単だ (...it’s hard to focus. The game-style of Tinder means it’s really easy to keep playing and forget about that hottie you were messaging yesterday.)」と述べた。

### 懸念
2014年2月、ニューヨークのセキュリティ調査関係者たちは、Tinder が公表していない、Tinder ユーザーたちの40日から165日におよぶ期間の正確な位置情報を引き出すことを可能にする欠陥（セキュリティホール）を発見した。Tinder の広報担当者ロゼッテ・パンバキアンは、この問題は48時間以内に解決したと述べた。最高経営責任者 (CEO) に就任したばかりだったショーン・ラッドは、Tinder が、位置情報のセキュリティ強化するために特段の策をとり、位置情報データに付与する曖昧さ、さらに強化すると述べた。
2014年6月30日、Tinder の共同創設者で元マーケティング担当副社長であるホイットニー・ウルフが、セクシャルハラスメントと性差別の咎で、Tinder の親会社にあたるIAC傘下のマッチ・グループを訴えた。彼女の訴えによると、同僚役員で、共同創設者のラッドとマティーンが、彼女に対し差別、セクシャルハラスメント、嫌がらせを行なってきたことに対し、IACのサム・ヤーガン (Sam Yagan) は何らかの対処もしなかったという。IAC は、こうした件の調査に関わる地位であることから、マティーンの最高広報責任者としての職務を停止した上で、「マティーンが＜不適切な内容＞を含む私的メッセージを送ったことは確認したが、当社としてはマティーン、ラッド、また当社とも、主張されている内容については無罪であると信じている」と表明した。
ネット上には、Tinder に反対する運動も展開され、様々なウェブサイトが設けられてきた。2015年6月の時点で、Tinder ユーザーの68%が男性で、女性は32%であった。テキサス大学オースティン校教授のデイビッド・バスは、（Tinder のような出会い系アプリの）「ひとつの側面は、男性心理への影響である。もし女性参加者の方が多いという認識があると、出会いのシステム全体として、デートする期間は短期化していく傾向が生じる。」と述べているが、そうなると将来の伴侶を選ぶことからは、離れた感覚になっていく。CEOのショーン・ラッドは、Tinder は、相手のもとに出向き、自己紹介することにともなう「摩擦 (friction)」を除去するものだと述べている。ナンシー・ジョー・セールス (Nancy Jo Sales) は『ヴァニティ・フェア』誌の記事で、Tinder は、人間関係をもたずにセックスだけを求める文化の中で運営されているのだと述べている。
ロードアイランド州とユタ州の保健当局は、Tinder や同様の出会い系アプリが、一部の性感染症 (STDs) の拡大の一因となっていると指摘した。
2016年2月5日、アメリカ合衆国の政治家バーニー・サンダースに関するミームを扱う Facebook のユーザーグループ「Bernie Sanders' Dank Meme Stash」から派生した「Bernie Sanders Dank Tinder Convos (BSDTC)」と称するユーザーグループのメンバーたちが、サンダースの2016年アメリカ合衆国大統領民主党予備選挙の活動のために Tinder を利用したとして、Tinder から強制遮断措置をとられた。BSDTC のメンバーたちは、他の Tinder ユーザーにサンダース支持のメッセージを送り、投票を呼びかけた。これに対して、メッセージがメッセージ・スパムにあたる、あるいは、プロフィールがインターネットボットによるものだとして、多くの BSDTC メンバーのプロフィールが操作できない状態にされたり、削除されたりした。Tinder の広報担当者ロゼッテ・パンバキアン (Rosette Pambakian) 照会への回答のメールの中で「私たちは利用される皆さんが Tinder を使って政治的見解を交換することは全面的に支持しますが、スパムは許しません。バーニー支持を広めるのはご自由ですが、ただスパムはしないでください。」と述べた。
2016年3月、検索3回あたり$4.99 で、誰が最近いつTinder にログインしたかを確認できるスワイプバスター (Swipebuster) というサイトが開設された。いち早くこのサービスについて報じた『ヴァニティ・フェア』誌の記事は、「あなたのパートナーが Tinder で浮気しようとしていないかチェックする方法があります (Here's How You Can Check if Your Partner Is Cheating on Tinder)」と題されており、これ以降、スワイプバスターは、Tinder ユーザーについての初めての検索可能なデータベースとして、広く様々なメディアに取り上げられた。『ガーディアン』紙は、スワイプバスターの仕組みについて、「このサイトは、Tinder をハッキングして（ユーザーを同定して）いるわけではないし、ウェブスクレイピングを手作業でやっているわけでもない。このサイトは、サードパーティーによるプラグイン・ソフトウェアの開発のために用意された Tinder の公式アプリケーションプログラミングインタフェース (API) を使ってデータベース検索を行なうのである。スワイプバスターが表示する情報は、実はすべて公開されているものであり、APIを使い、少々の安全への配慮を施して提供されている。」と報じた。

## 日本における展開
日本では、2015年5月ころからユーザーが増加したとされる。日本の女性ユーザーには、日本人ではなく外国人男性との交際を求める者が多いともいわれている。
2018年2月に、大阪市内の民泊でこのアプリを利用した日本人女性が出会い相手の米国人男性に殺された事件が発生したため、Tinder社側は日本独自のセキュリティ機能の追加を予定している。